# Feuilleea darienensis
Feuilleea darienensis là một loài thực vật có hoa trong họ Cucurbitaceae. Loài này được (Seem.) Kuntze mô tả khoa học đầu tiên năm 1891.